# Distrito electoral de North Branch (condado de Otoe, Nebraska)
North Branch (en inglés: North Branch Precinct) es un distrito electoral ubicado en el condado de Otoe en el estado estadounidense de Nebraska. En el Censo de 2010 tenía una población de 376 habitantes y una densidad poblacional de 4,02 personas por km².

## Geografía
North Branch se encuentra ubicado en las coordenadas 40°43′56″N 96°11′13″O / 40.73222, -96.18694. Según la Oficina del Censo de los Estados Unidos, North Branch tiene una superficie total de 93.51 km², de la cual 92.99 km² corresponden a tierra firme y (0.56%) 0.52 km² es agua.

## Demografía
Según el censo de 2010, había 376 personas residiendo en North Branch. La densidad de población era de 4,02 hab./km². De los 376 habitantes, North Branch estaba compuesto por el 97.87% blancos, el 0% eran afroamericanos, el 0.53% eran amerindios, el 0.27% eran asiáticos, el 0% eran isleños del Pacífico, el 1.06% eran de otras razas y el 0.27% pertenecían a dos o más razas. Del total de la población el 1.86% eran hispanos o latinos de cualquier raza.